# Bactrocera beckerae
Bactrocera beckerae
 es una especie de díptero que Hardy describió por primera vez en 1982. Bactrocera beckerae pertenece al género Bactrocera de la familia Tephritidae.